# سفارة هايتي في ألمانيا
سفارة هايتي في ألمانيا هي أرفع تمثيل دبلوماسي لدولة هايتي لدى ألمانيا. تقع السفارة في وهي تهدف لتعزيز المصالح الهايتية في ألمانيا.

## وصلات خارجية
- قائمة سفارات هايتي
- قائمة السفارات في ألمانيا